# Моисей из Куси
Моисей бен-Яков из Куси (также Моисей га-Даршан, Моисей-проповедник; более известен как Семаг (SeMaG) — по аббревиатуре названия его кодекса «Сефер Мицвот Гадол», «Большая книга заповедей») — французский раввин-тосафист и кодификатор еврейского закона; жил в первой половине XIII века.
Его обыкновенно цитируют под кратким именованием др.-евр. ד״ם מקוצי‬. Действительный смысл слова מקוצי‬, то есть из Куси, — был раскрыт Цунцем.

## Биография
Дедом Моисея с материнской стороны был Хаиим бен-Хананель га-Коген (w:ЕЭБЕ/Хаиим бен-Хананель га-Коген) из Парижа. Моисей учился под руководством рабби Иуды бен-Исаака (1166—1224), знаменитого французского тосафиста. Моисей знал французский, испанский и арабский языки и был красноречивым оратором; отсюда и его прозвище га-Даршан, то есть проповедник.
В 1235 году Mоисей путешествовал по Франции, а в 1236 году по Испании, читая проповеди в синагогах о предписаниях Моисеева закона; он призывал своих слушателей к строгому их соблюдению, подчёркивая в то же время, что простое соблюдение закона отнюдь не может считаться заслугой, если оно не связано со стремлением к справедливости и братским отношениям к другим людям, независимо от их веры и расы. В Испании многие евреи вступали в брак с христианками или магометанками — Моисей добился расторжения этих браков.
В 1240 году был одним из четырёх раввинов, приглашённых в Париж на диспут, чтобы защищать Талмуд от обвинений Николя Донина; говорил, однако, один только рабби Иехиель из Парижа.
В числе учеников Mоисея были его два племянника, рабби Исаак бен-Хаиим (автор комментария на Пятикнижие) и тосафист рабби Перец бен-Илия из Корбейля.

## Труды

### «Книга заповедей» (1250)
В 1250 году Моисей окончил свой кодекс «Сефер Мицвот», впоследствии названный «Сефер Мицвот ха-Гадол» (Великая книга заповедей) или сокращённо «Семаг» для отличия от сделанного из неё рабби Исааком из Корбейля извлечения и названного «Сефер Мицвот ха-Катан» (Малая книга заповедей), сокращённо «Семак».
Кодекс содержит объяснение 365 запретов и 248 велений (613 заповедей) Моисеева закона, с разбором каждого из них согласно талмудическому преданию и раввинским постановлениям.
«Семаг» написан весьма ясно и является богатым источником для истории галахической литературы, цитируя многочисленных раввинских авторов прежних времён. Сочинение было встречено с энтузиазмом и всегда пользовалось большим уважением, как это видно по многочисленным изданиям, комментариям и компендиям:
- первое издание появилось до 1480 года (экземпляры имеются в библиотеках — в Бреславле, Франкфурте-на-Майне, Оксфорде и Зульцбергерской библиотеке), а также в Коллекции Брагинского[англ.] — собрании древнееврейских рукописей швейцарца Рене Брагинского;
- второе издание было издано в Сончино в 1488 г. Гершоном бен-Моисей Сончино.

Среди дальнейших изданий были вышедшие с комментариями рабби Айзика Штейна, рабби Илии Мизрахи и рабби Соломона Лурии и примечаниями Иуды Наджара (1808), затем издание христианского гебраиста Себастиана Мюнстера под заглавием «Мицвот ло-Таасе» и «Мицвот-Асе», с латинским переводом (Базель, 1533). Добавления рабби Илии Мизрахи были напечатаны также отдельно в Константинополе (1520); Вениамин Казес написал комментарий к нему (Меgillat Sefer, 1750). Иосиф Кременец составил комментарии к «Семаг» — «Биуре Семаг» (Венеция, 1605). Самуил Галанте написал краткое изложение «Нетибот га-Олам» (Львов, 1807).

### Другие
- Комментарий на трактат Иома «Тосафот Иешаним», отличающийся своей сжатостью и ясностью. Впервые напечатан во Франкфурте-на-Майне (1721) и перепечатан в новейших изданиях Талмуда.[1]
- Комментарий к Пятикнижию, по-видимому, был очень краток и назывался, вероятно, «Пешатим». Он цитируется во многих комментариях к Пятикнижию; комментарий рабби Иуды бен-Элиезера «Minchat Jehudah» заключает наиболее частые ссылки на это сочинение.[1]
- Ещё при жизни Моисея получила широкое распространение его селиха. Он желал, чтобы эту молитву произносили, стоя на коленях.[1]